# Merenius recurvatus
Merenius recurvatus är en spindelart som först beskrevs av Embrik Strand 1906.  Merenius recurvatus ingår i släktet Merenius och familjen flinkspindlar. Inga underarter finns listade i Catalogue of Life.